# Leistungsklasse A 2007/08
Die Saison 2007/2008 der Leistungsklasse A war die 19. Austragung der höchsten Spielklasse im Schweizer Fraueneishockey und zugleich die 22. Schweizer Meisterschaft. Den Titel gewann zum zweiten Mal in der Vereinsgeschichte – nach 14 Jahren ohne Titel – der DHC Langenthal.

## Modus
Der Spielmodus sieht eine Vor- und Zwischenrunden sowie Play-offs (Best-of-Three) und Play-outs vor. Die Vor und Zwischenrunde besteht aus Hin- und Rückrunde mit insgesamt 20 Spielen je Mannschaft. Vor der Zwischenrunde werden die gesammelten Punkte geteilt. Anschliessend spielen die Mannschaften auf den Rängen 1–4  in den Play-offs um den Schweizer Meistertitel, während die Mannschaften auf de Plätze 5 und 6 in den Play-outs gegen die drei besten Mannschaften der LKB um den Auf- und Abstieg spielt.
Die Spiele der Leistungsklasse A werden nach der Drei-Punkte-Regel gewertet: Für einen Sieg nach regulärer Spielzeit gibt es drei Punkte, für einen Sieg nach Verlängerung oder Penaltyschiessen zwei Punkte, für eine Niederlage nach Verlängerung oder  Penaltyschiessen einen Punkt und für eine Niederlage nach regulärer Spielzeit null Punkte.

## Teilnehmer
Aufgrund des Rückzugs des DSC Oberthurgau und des EHC Basel/KLH nach der Vorsaison starteten nur sechs Mannschaften in die Saison 2006/07. Das aufgelöste Frauenteam des EV Zug wechselte den Verein und spielte fortan für den Küssnachter SC, in dessen Eishalle sie in den Jahren zuvor oft ausgewichen waren. Als Aufsteiger nahmen die ZSC Lions Frauen an der Leistungsklasse A teil.
| Team             | Trainer                                         | Spielstätte                          |
| ---------------- | ----------------------------------------------- | ------------------------------------ |
| Küssnachter SC   | Flori Wohler                                    | Rigihalle, Küssnacht am Rigi         |
| HC Lugano        | Tom Angelitti, Angelo Petraglia                 | Resega, Lugano                       |
| DHC Langenthal   | Hans Brechbühler                                | Schorenhalle, Langenthal             |
| SC Reinach       | Toni Neuenschwander                             | Eishalle Oberwynental, Reinach       |
| EV Bomo Thun     | Ernst Stucki                                    | Kunsteisbahn Grabengut, Thun         |
| ZSC Lions Frauen | Wilfried Peter, Ernst Meier, Monika Leuenberger | Kunsteisbahn Oerlikon (KEBO), Zürich |

## Hauptrunde

### Vorrunde
Abkürzungen: Sp = Spiele, S = Siege, OTS = Sieg nach Verlängerung o. Penaltyschiessen, N = Niederlagen
| Rang | Verein           | Sp | S | OTS | OTN | N | Tore  | Punkte |
| ---- | ---------------- | -- | - | --- | --- | - | ----- | ------ |
| 1.   | HC Lugano        | 10 | 8 | 1   | 0   | 1 | 63:29 | 26     |
| 2.   | DHC Langenthal   | 10 | 7 | 0   | 0   | 3 | 56:34 | 21     |
| 3.   | Küssnachter SC   | 10 | 6 | 1   | 1   | 2 | 51:35 | 21     |
| 4.   | SC Reinach       | 10 | 3 | 0   | 1   | 6 | 28:50 | 10     |
| 5.   | ZSC Lions Frauen | 10 | 3 | 0   | 0   | 7 | 47:50 | 9      |
| 6.   | EV Bomo Thun     | 10 | 1 | 0   | 0   | 9 | 17:64 | 3      |

### Zwischenrunde
| Rang | Verein         | Sp | S | OTS | OTN | N | Tore  | Punkte |
| ---- | -------------- | -- | - | --- | --- | - | ----- | ------ |
| 1.   | HC Lugano      | 10 | 9 | 0   | 0   | 1 | 58:53 | 40     |
| 2.   | Küssnachter SC | 10 | 5 | 1   | 2   | 2 | 38:24 | 30     |
| 3.   | DHC Langenthal | 10 | 4 | 3   | 0   | 3 | 51:33 | 29     |
| 4.   | ZSC Lions      | 10 | 5 | 0   | 3   | 2 | 49:33 | 23     |
| 5.   | SC Reinach     | 10 | 2 | 0   | 0   | 8 | 20:55 | 11     |
| 6.   | EV Bomo Thun   | 10 | 0 | 1   | 0   | 9 | 13:61 | 4      |

### Beste Scorer
Stand: Nach der Zwischenrunde, 18. Februar 2018; Quelle: frauenhockey.ch; Fett: Bestwert
| Spieler           | Mannschaft     | Tore | Assists | Punkte | Strafmin. |
| ----------------- | -------------- | ---- | ------- | ------ | --------- |
| Carly Haggard     | HC Lugano      | 54   | 21      | 75     | 52        |
| Lindsey Caleo     | DHC Langenthal | 31   | 31      | 62     | 40        |
| Kira Misikowetz   | HC Lugano      | 31   | 27      | 58     | 44        |
| Christine Meier   | ZSC Lions      | 17   | 23      | 40     | 12        |
| Iris Müller       | HC Lugano      | 14   | 26      | 40     | 20        |
| Laura Ruhnke      | ZSC Lions      | 27   | 12      | 39     | 8         |
| Daniela Diaz      | Küssnachter SC | 23   | 14      | 37     | 22        |
| Darcia Leimgruber | DHC Langenthal | 27   | 10      | 37     | 6         |
| Cyndy Kenyon      | DHC Langenthal | 22   | 10      | 32     | 40        |
| Katrin Nabholz    | ZSC Lions      | 16   | 12      | 28     | 10        |
| Melanie Häfliger  | Küssnachter SC | 13   | 13      | 26     | 60        |
| Nicole Bullo      | Küssnachter SC | 12   | 14      | 26     | 22        |

## Play-offs
|  | Halbfinal | Halbfinal        | Halbfinal |                  |  | Final | Final            | Final |
|  |           |                  |           |                  |  |       |                  |       |
|  |           |                  |           |                  |  |       |                  |       |
|  | 1.        | HC Lugano        | 2         |                  |  |       |                  |       |
|  | 4.        | ZSC Lions Frauen | 0         |                  |  | 1.    | HC Lugano        | 0     |
|  |           |                  |           |                  |  | 3.    | DHC Langenthal   | 2     |
|  |           |                  |           |                  |  |       |                  |       |
|  |           |                  |           | Spiel um Platz 3 |  |       |                  |       |
|  | 2.        | Küssnachter SC   | 1         |                  |  |       |                  |       |
|  | 3.        | DHC Langenthal   | 2         |                  |  | 4.    | ZSC Lions Frauen | 4     |
|  |           |                  |           |                  |  | 2.    | Küssnachter SC   | 3     |
|  |           |                  |           |                  |  |       |                  |       |

### Halbfinal
HC Lugano – ZSC Lions
| 24. Februar 2008 17:00 Uhr | HC Lugano | 4:3 n. V. (1:1, 1:1, 1:1, 1:0) | ZSC Lions Frauen | Pista Resega, Lugano |

| 1. März 2008 14:00 Uhr | ZSC Lions Frauen | 1:5 (0:2, 1:2, 0:1) | HC Lugano | Eishalle Im Chreis, Dübendorf |

Küssnachter SC – DHC Langenthal
| 24. Februar 2008 18:00 Uhr | Küssnachter SC | 3:2 (1:0, 2:2, 0:0) | DHC Langenthal | Eishalle am Rigi, Küssnacht |

| 1. März 2008 20:00 Uhr | DHC Langenthal | 3:1 (0:0, 2:1, 1:0) | Küssnachter SC | Nationales Sport- und Kulturzentrum, Huttwil |

| 2. März 2008 18:00 Uhr | Küssnachter SC | 3:4 (0:2, 2:2, 1:0) | DHC Langenthal | Eishalle am Rigi, Küssnacht |

### Spiel um Platz 3
| 8. März 2008 17:00 Uhr | ZSC Lions Frauen Christine Hüni (38:20) Sabrina Zollinger (59:01) Jill McInnis (59:35) Christine Hüni (65:00) | 4:3 n. V. (0:1, 1:2, 2:0, 1:0) Spielbericht | Küssnachter SC Anja Stiefel (5:48) Anja Stiefel (27:51) Daniela Diaz (38:41) | Eishalle Brügglifeld, Aarau Zuschauer: 63 |

### Final
| 8. März 2008 15:15 Uhr | HC Lugano Carly Haggard (31:48) Kira Misikowetz (47:58) Carly Haggard (49:47) | 3:6 (0:0, 1:2, 2:4) Spielbericht | DHC Langenthal Daena Wiegand (22:13) Lindsey Caleo (39:48) Lindsey Caleo (40:39) Daena Wiegand (56:57) Lindsey Caleo (58:17) Lindsey Caleo (59:49) | Pista Resega, Lugano Zuschauer: 174 |

| 15. März 2008 20:00 Uhr | DHC Langenthal Cyndy Kenyon (16:28) Darcia Leimgruber (19:47) (21:05) Lindsey Caleo (36:24) Lindsey Caleo (52:17) Lindsey Caleo (59:20) | 6:4 (2:0, 2:1, 2:3) Spielbericht | HC Lugano Iris Müller (25:39) Kira Misikowetz (45:42) Carly Haggard (48:00) Danielle Bourgette (49:48) | Schorenhalle, Langenthal |

### Kader des Schweizer Meisters
| Schweizer Meister DHC Langenthal | Torhüter: Dominique Slongo, Sandra Nuesch Abwehr: Sandra Buri, Angela Frautschi, Andrea Hausammann, Riana Käser, Corinne Nuesch Angriff: Jennifer Barmettler, Stefanie Barmettler, Manuela Buri, Seraina Brunner, Lindsey Caleo, Jana Heuscher, Cyndy Kenyon, Darcia Leimgruber, Anita Spycher, Petra Walker, Daena Wiegand, Mirina Zurcher Trainer: Hans Brechbühler |

### Beste Scorer
| Spieler           | Mannschaft     | Tore | Assists | Punkte |
| ----------------- | -------------- | ---- | ------- | ------ |
| Lindsey Caleo     | DHC Langenthal | 9    | 6       | 15     |
| Carly Haggard     | HC Lugano      | 4    | 7       | 11     |
| Kira Misikowetz   | HC Lugano      | 5    | 4       | 9      |
| Daena Wiegand     | DHC Langenthal | 3    | 5       | 8      |
| Darcia Leimgruber | DHC Langenthal | 5    | 2       | 7      |
| Cyndy Kenyon      | DHC Langenthal | 3    | 4       | 7      |
| Anja Stiefel      | Küssnachter SC | 4    | 0       | 4      |

## Play-outs
| Rang | Verein             | Sp | S | OTS | OTN | N | Tore  | Punkte |
| ---- | ------------------ | -- | - | --- | --- | - | ----- | ------ |
| 1.   | SC Reinach         | 4  | 3 | 1   | 0   | 0 | 27:4  | 11     |
| 2.   | EHC Visp           | 4  | 3 | 0   | 0   | 1 | 20:11 | 9      |
| 3.   | EV Bomo Thun       | 4  | 2 | 0   | 0   | 2 | 13:13 | 6      |
| 4.   | DEHC Biel          | 4  | 1 | 0   | 1   | 2 | 7:16  | 4      |
| 5.   | SC Rapperswil-Jona | 4  | 0 | 0   | 0   | 4 | 4:27  | 0      |

Legende: Nächste Saison LKA, Nächste Saison LKB